# George Marsden
George Mish Marsden (né en 1939) est un historien américain qui a beaucoup écrit sur l'interaction entre le christianisme et la culture américaine, en particulier sur le christianisme dans l'enseignement supérieur américain et sur l'évangélisme américain. Il est surtout connu pour sa biographie primée du pasteur de la Nouvelle-Angleterre Jonathan Edwards, un éminent théologien de l'Amérique coloniale .

## Biographie
Marsden est né le 25 février 1939 à Harrisburg, en Pennsylvanie . Il fréquente le Haverford College, le Séminaire théologique de Westminster et l'Université Yale, obtenant un doctorat en philosophie  en histoire américaine sous la direction de Sydney E. Ahlstrom. Il enseigne au Calvin College (1965–1986), à la Duke Divinity School (1986–1992) et en tant que professeur d'histoire Francis A. McAnaney à l'Université de Notre Dame (1992–2008) . Depuis 2017, Marsden est professeur émérite d'histoire à l'Université de Notre-Dame . Il est le directeur de thèse de Diana Butler Bass (en), Matthew Grow, Thomas S. Kidd, Steven Nolt (en) et Rick Ostrander .
Il reçoit le prix Bancroft pour son livre Jonathan Edwards: A Life en 2004, le prix Merle Curti en 2004  et le prix Grawemeyer en religion en 2005 .

## Œuvres choisies
- Evangelical Mind and the New School Presbyterian Experience, New Haven, Connecticut, Yale University Press, 1970
- Fundamentalism and American Culture: The Shaping of Twentieth-Century Evangelicalism, 1870–1925, New York, Oxford University Press, 1980 (lire en ligne )
- Understanding Fundamentalism and Evangelicalism, Grand Rapids, Michigan, Eerdmans, 1991
- The Soul of the American University: From Protestant Establishment to Established Nonbelief, New York, Oxford University Press, 1994
- Reforming Fundamentalism: Fuller Seminary and the New Evangelicalism, Grand Rapids, Michigan, Eerdmans, 1995
- George M. Marsden, The Outrageous Idea of Christian Scholarship, New York, Oxford University Press, 1997 (ISBN 978-0-19-512290-9, DOI 10.1093/acprof:oso/9780195122909.001.0001, lire en ligne )
- Jonathan Edwards: A Life, New Haven, Connecticut, Yale University Press, 2003 (lire en ligne )
- A Short Life of Jonathan Edwards, Grand Rapids, Michigan, Eerdmans, 2008
- The Twilight of the American Enlightenment: The 1950s and the Crisis of Liberal Belief, New York, Basic Books, 2014
- C. S. Lewis's Mere Christianity: A Biography, Princeton, New Jersey, Princeton University Press, 2016